# Efectul Szilárd-Chalmers
Efectul Szilard-Chalmers este un efect din radiochimie, utilizat pentru separarea izotopilor radioactivi (Szilard și Chalmers, 1934), ce constǎ în ruperea legăturii chimice dintre un atom radioactiv format într-o reacție nucleară și molecula de care era legat inițial. 
Pentru o reacție nucleară, un nucleu atomic absoarbe un neutron lent. Nucleul izotopului nou-format este într-o stare excitată și emite atunci  o rază gamma când revine la starea de bază. Atomul este rupt din legătura sa anterioară din molecula originală și introduce o legătură chimică nouă și diferită, astfel incât izotopul rezultat, desi are proprietăți chimice identice cu izotopul original, poate fi izolat chimic.
După iradierea iodoetanului (iodura de etil), cu 127I natural cu neutroni termici, Szilard și Chalmers au izolat o mare parte a 128I nu mai este legat chimic în iodoetan. Astfel, Szilard și Chalmers au descoperit că ruperea legăturii chimice poate avea loc și în urma unei reacții nucleare sau descompuneri radioactive, chiar dacă energia de recul in procesul inițial nu este suficientă ruperii legăturii chimice. 
Datoritǎ efectului Szilard-Chalmers se poate obține o îmbogățire a fracției de 99mTc în generatorul de 99Mb/99mTc